# Životní prostředí

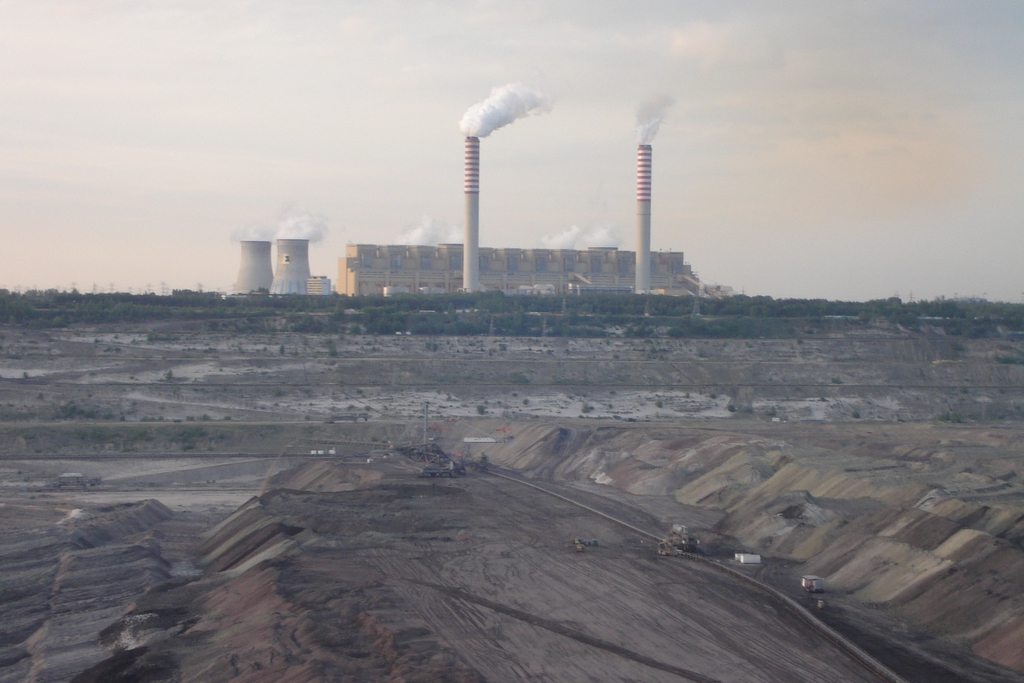
Hnědouhelný důl v blízkosti největší tepelné elektrárny v Evropě v polském Bełchatówě – příklad životního prostředí zdevastovaného člověkem.

Životní prostředí je systém složený z přírodních, umělých a sociálních složek materiálního světa, jež jsou nebo mohou být s uvažovaným objektem ve stálé interakci. Je to vše, co vytváří přirozené podmínky existence organismů, včetně člověka a je předpokladem jejich dalšího vývoje. Složkami je především ovzduší, voda, horniny, půda, organismy, ekosystémy a energie. Uvedená definice je pak bez své první věty i definicí legální.
Jiná definice uvádí, že životní prostředí je „soubor všech činitelů, se kterými přijde do styku živý subjekt, a podmínek, kterými je obklopen. Tedy vše, na co subjekt přímo i nepřímo působí. Subjektem může být chápán organismus, populace, člověk i celá lidská společnost. Většinou se pojem životní prostředí chápe ve smyslu životní prostředí člověka.“ Pro vývoj mezinárodních aktivit v oblasti ochrany životního prostředí je pak klíčová Deklarace Konference Organizace spojených národů o životním prostředí a další dokumenty udržitelného rozvoje.

## Složky životního prostředí
- neživé (anorganické) složky
  - voda (hydrosféra)
  - půda (pedosféra)
  - ovzduší (atmosféra)
  - horninové podloží (litosféra)
- živé (organické) složky
  - organismy (biosféra, biocenóza)

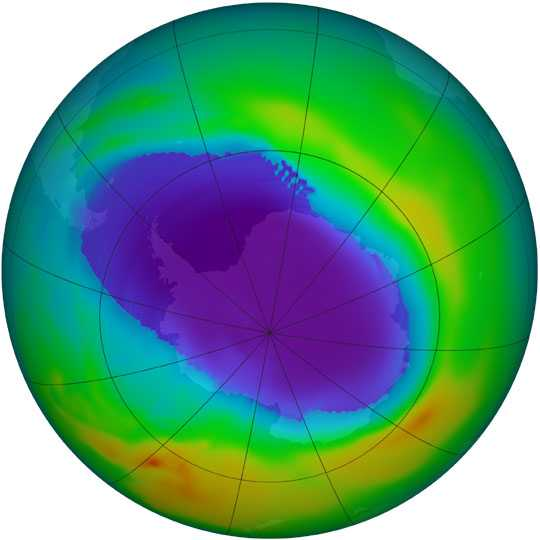
Oslabení ozonové vrstvy Země (září 2004)

Studiem vztahu organismů a životního prostředí obecně se zabývá ekologie, případně environmentalistika.

## Vztah člověka a životního prostředí

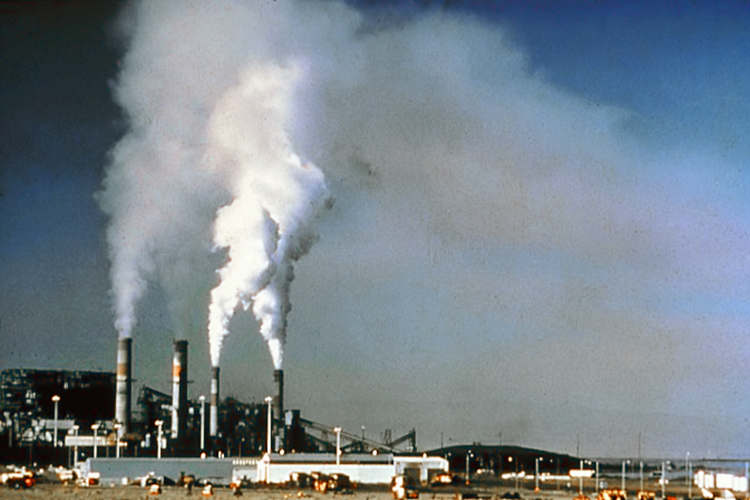
Lidská aktivita je významnou příčinou znečištění ovzduší

Vzájemné působení lidí a jejich životního prostředí je velmi mnohostranné. V průběhu dějin lidského rodu docházelo postupně k oslabování této bezprostřední závislosti. Lidé narušovali okolní prostředí již velmi dávno. Je možné, že vlivem člověka došlo k vymírání v pleistocénu. K ještě rozsáhlejšímu pozměnění došlo v neolitu, kdy se člověk začal živit činností, která přímo předpokládala udržování umělého životního prostředí – zemědělstvím. A tak se již ve starověku objevuje myšlenka života v souladu s přírodou (například stoicismus), která reaguje na reálný nesoulad. Dlouhou dobu pak ovšem stále existovaly i oblasti prakticky nedotčené lidskou aktivitou – ekumena zejména v důsledku nedokonalé dopravy netvořila souvislou oblast jako dnes, ale rozpadala se do mnoha oblastí osídlení, vzájemně značně vzdálených. I v této době existovaly oblasti se značným lidským vlivem – např. na území dnešní ČR bylo území na konci středověku více odlesněno než dnes.[zdroj?] Ani indiáni se do novověku nesnažili o udržitelnost.
K zásadní změně dochází v době průmyslové revoluce, kdy lidé začali využívat mnoho různých přírodních zdrojů (uhlí, ropa), osídlovat dosud neosídlené oblasti a znečišťovat prostředí cizorodými látkami. To mělo za následek vyhynutí mnoha živočišných i rostlinných druhů a zdravotní problémy lidí, žijících v nejvíce znečištěných oblastech (např. české Mostecko v 80. letech 20. století).
S rozvojem vědy a techniky se stává stále obtížnějším úkolem předpověď důsledků lidských činností na životní prostředí. V současné době například probíhají debaty o podílu člověka na současných globálních změnách klimatu.
V Los Angeles jsou pořádány tzv. "toxické výlety".

## Hodnocení stavu životního prostředí v globálním měřítku

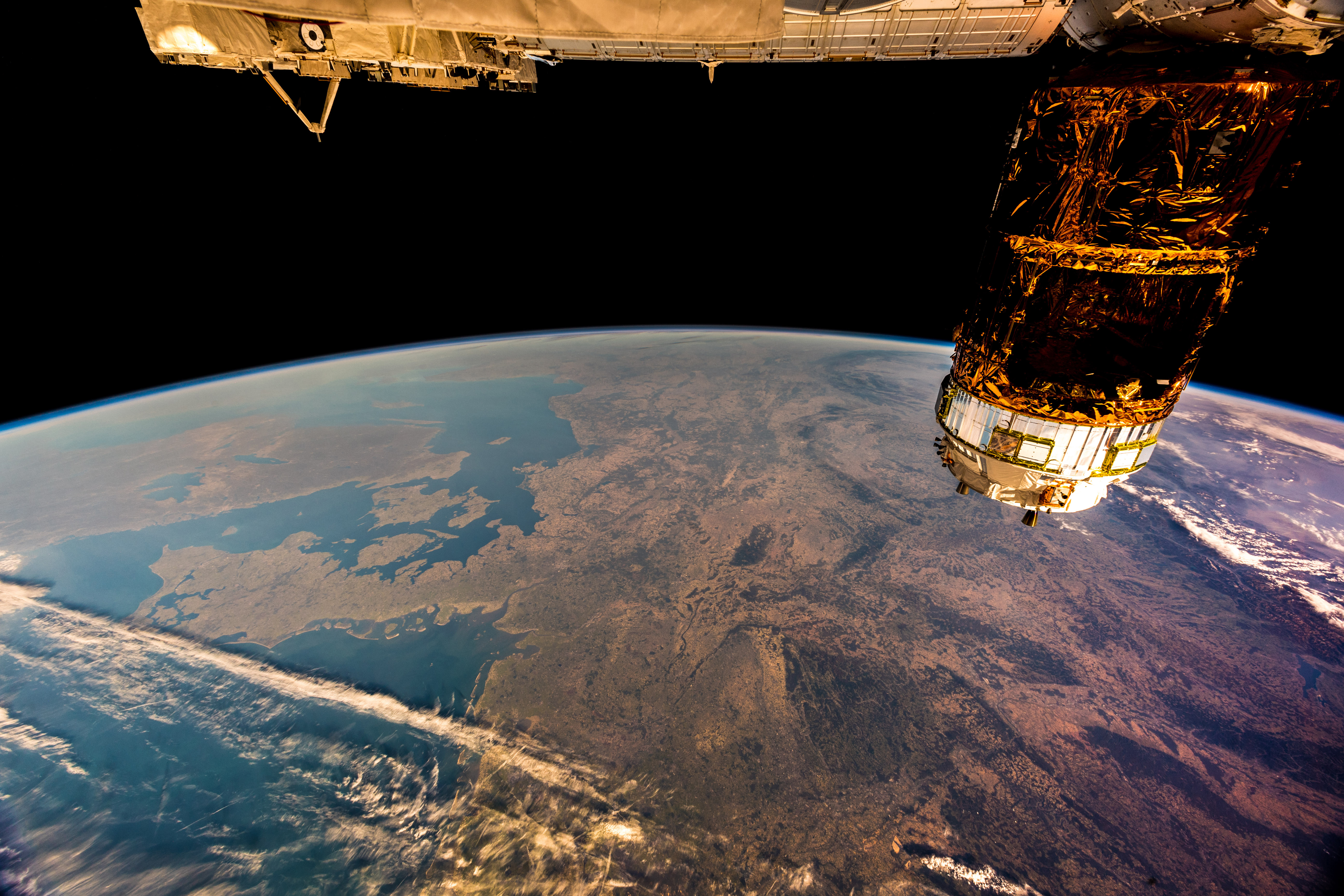
Odlesňování v Evropě

Zatím nejkomplexnější hodnocení životního prostředí na Zemi bylo výsledkem projektu Millennium Ecosystem Assessment („Hodnocení ekosystémů na přelomu tisíciletí“), na kterém se podílelo asi 1400 expertů z celého světa, včetně českých odborníků. Jeho výsledkem bylo publikování řady studií zaměřených na biodiverzitu, desertifikace, průmysl apod. a souhrnná zpráva „Ekosystémy a lidský blahobyt“. Ta konstatuje, že lidé změnili za posledních 50 letech ekosystémy na Zemi více než kdykoli dějinách lidstva a že zvýšení životní úrovně lidí proběhlo na cenu poškození 60 % globálních ekosystémů. Zpráva dále uvádí, že poškozování ekosystémů představuje překážku pro snížení chudoby pro dosažení potravinové bezpečnosti.

## Studium
Environmentální obory mají poměrně široké rozpětí a na jednotlivých fakultách se často liší ve svém názvu i zaměření. V českém univerzitním prostředí můžeme pod environmentalistiku zařadit obor Sociální a kulturní ekologie vyučovaný na FHS UK, tamtéž pak na doktorském stupni obor Environmentální studia. Na brněnské Masarykově univerzitě se nachází Katedra environmentálních studií. Environmentálně zaměřené obory se vyučují také na Fakultě životního prostředí České zemědělské univerzity v Praze.